# Essere donne (film 1965)
Essere donne è un documentario italiano del 1965 diretto da Cecilia Mangini. Il film mostra le condizioni lavorative e la vita di tutti i giorni delle donne italiane proletarie. Intervistate fuori campo e mostrate per lo più nel corso della loro attività in fabbrica, le donne lavoratrici esprimono la loro insofferenza per una vita passata a lavorare sia in fabbrica che a casa.

## Produzione
Il film fu commissionato dall'associazione Unione Donne in Italia, in occasione della campagna elettorale del Partito Comunista Italiano. Il testo di commento è scritto da Felice Chilanti e recitato da Riccardo Cucciolla.

## Ricezione
Il film non ricevette il cosiddetto "premio di qualità" dalla commissione ministeriale,rendendone la distribuzione cinematografica di fatto impossibile. Venne visto soprattutto nei cineclub e nei circoli del PCI. Con gli anni Dieci del Duemila e con una rivalutazione del canone cinematografico in ottica femminista, il film ha ricevuto molte attenzioni dal circuito internazionale dei festival cinematografici. Nel 2002, è stato restaurato e digitalizzato dall'Archivio Audiovisivo del Movimento Operaio e Democratico.